# Mau-olhado

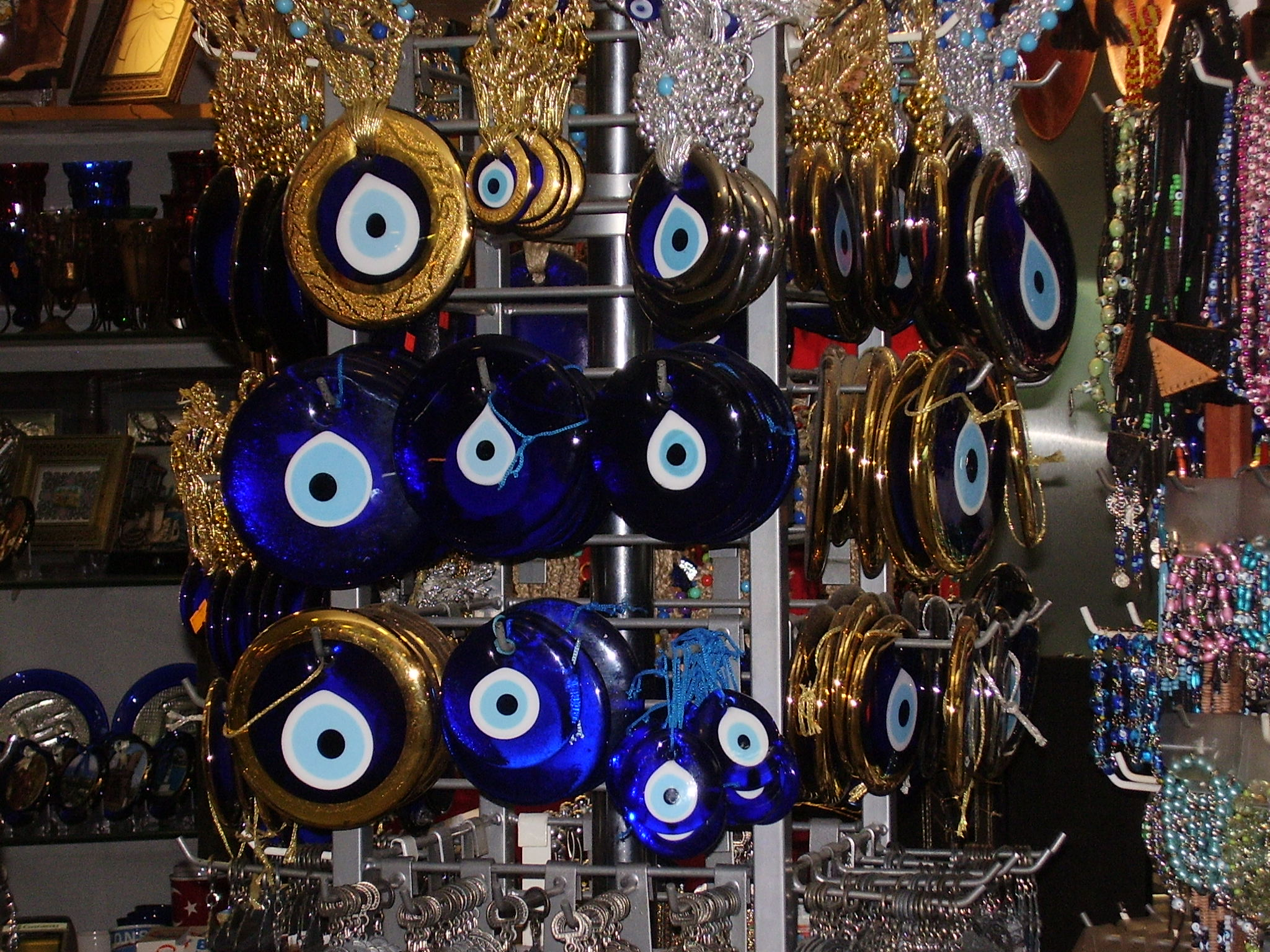
Amuletos contra o mau-olhado, também conhecidos como nazar, olho-turco ou olho-grego, à venda.

Mau-olhado ou olho gordo é uma crença popular muito antiga, registrada desde a pré-história da humanidade, em diferentes regiões do mundo e entre diferentes povos, de que a inveja de alguém, demonstrada pelo olhar ou não, pode vir a prejudicar a saúde ou a sorte do alvo de tal inveja.
Para tanto, em todas as culturas em diversos tempos da história, foram usados amuletos ou simpatias contra o mau-olhado. Na Europa, no Oriente Médio e na Ásia Central, é comum o uso do talismã de olho, conhecido também por "olho turco" ou "olho grego". Outras culturas usavam diferentes pedras contra o mau-olhado.

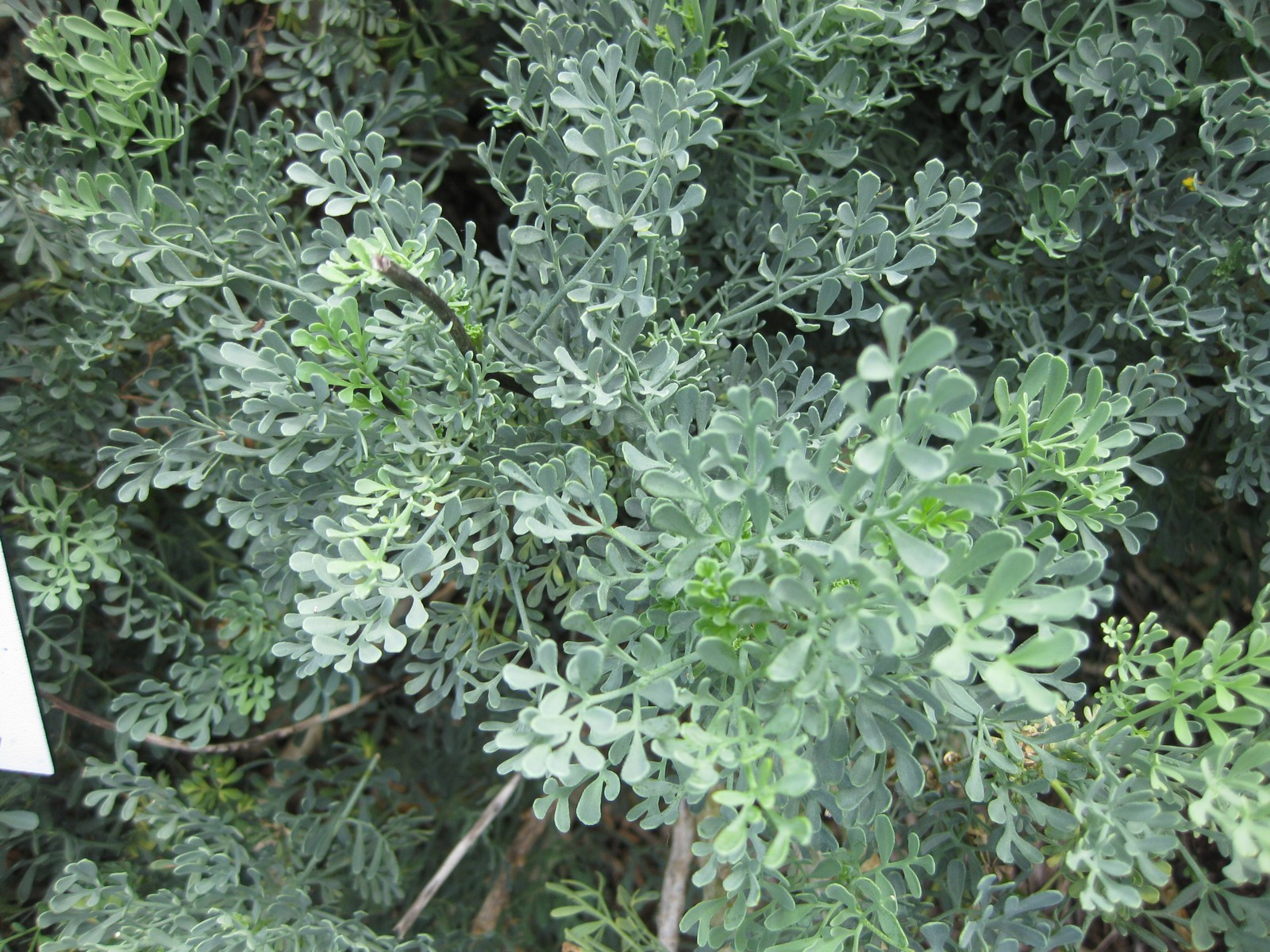
No Brasil, a planta de arruda é popularmente considerada uma proteção efetiva contra o mau-olhado.

Em partes da África e no Brasil, acredita-se que plantas específicas, como arruda e pimenteiras, podem prevenir o mau-olhado.
Tradicionalmente associado à ideia de "secar com os olhos", o olho gordo representa uma forma de impedir a nutrição continuada de uma relação de prosperidade por meio de retirada da umidade.
Na tradição bíblica, o mau-olhado tem vinculações com a restrição à cobiça (Êxodo 20).